# 哈丹秃鲁干
哈丹秃鲁干（Qadan，?—?），亦称哈丹，按赤台之子，祖父是成吉思汗三弟合赤温。拉施德丁《史集》记载，按赤台之后，合赤温后王由察忽剌、忽剌忽儿、哈丹、胜纳哈儿继任。据《元史·世祖纪》，至元二十四年（1287年）十月，根据桑哥奏请，胜纳哈儿的册宝皇侄贵宗之宝改为济南王印。是因此哈丹秃鲁干很可能并非本兀鲁思汗。
至元二十四年（1287年），哈丹和斡赤斤后王乃颜反叛元世祖忽必烈。约时在岭北行省的胜纳哈儿一同起事。岭北的元军大将土土哈得知，奏请皇帝命胜纳哈儿入京面觐。五月，忽必烈亲征乃颜。哈丹与乃颜盘踞在大兴安岭东西两麓。六月，在不里古都伯塔哈叛军主力元军战败，乃颜被俘。哈丹退守那兀江（今嫩江）上游地区，在元军追击下，投降。元军回军，哈丹再叛。二十五年（1288年）春，哈丹渡那兀江大举南下。皇孙铁穆耳、大将玉昔帖木儿统率大军，在贵烈河（今归流河）、托吾儿河（今洮儿河）一线与哈丹所部会战。哈丹大败。元军追击至黑龙江两岸。二十七年（1290年），哈丹又乘辽西地震再次南下，失败后率部向东南移动到从合兰河（今图们江）到宋瓦江（今松花江）上游的山地中。冬天，哈丹渡合兰水，到达海阳（今朝鲜吉州郡）、双城总管府（今朝鲜咸兴）一带，攻陷和州（今朝鲜通州）、登州（今朝鲜安邊郡）。高丽军不能击败哈丹。元军进入高丽，追击哈丹。二十八年（1291年）正月，哈丹至交州道（今韩国江原道），败军。三月，进攻王京（今朝鲜开城），被高丽和元朝联军击退。五月，元军在禅定州、青州（今朝鲜北青郡一带）大败哈丹，哈丹之子老的被元军捕杀，哈丹下落不明，一说赴水自杀。乃颜发起的东道诸王叛乱，在二十九年（1292年）亦终于完全平定。

## 延伸阅读
[在维基数据编辑]
 《新元史/卷105》，出自柯劭忞《新元史》